# چرخه شارژ
چرخه شارژ (به انگلیسی: Charge cycle) فرایند شارژ یک باتری قابل شارژ و تخلیه‌کردن (به انگلیسی: discharging) آن در صورت نیاز در یک بار است. این اصطلاح معمولاً برای تعیین عمر چشم‌داشتی باتری استفاده می‌شود، زیرا تعداد چرخه‌های شارژ بیشتر از گذشت زمان صرفاً بر عمر چشم‌داشتی باتری تأثیر می‌گذارد. تخلیه کامل باتری قبل از دوباره‌شارژکردن ممکن است «تخلیه عمیق» نامیده شود. تخلیه‌کردن جزئی پس از آن شارژمجدد ممکن است «تخلیه کم‌عمق» نامیده شود.
«چرخه شارژ» واحدی از زمان نیست. مدت زمان صرف‌شده برای شارژکردن یا دشارژکردن (به انگلیسی: discharging) بر تعداد چرخه‌های شارژ تأثیر نمی‌گذارد. هر باتری به‌طور متفاوت تحت تأثیر چرخه‌های شارژ قرار می‌گیرد.
به‌طور کلی، تعداد چرخه‌های یک باتری قابل‌شارژ نشان می‌دهد که چند بار می‌تواند فرایند شارژ و دشارژ کامل را تا زمان خرابی یا شروع ازدست‌دادن ظرفیت انجام دهد.
شرکت اپل توضیح می‌دهد که چرخه شارژ به معنای استفاده از تمام ظرفیت باتری است، اما نه لزوماً با تخلیه آن از ۱۰۰٪ به ۰٪: «زمانی یک چرخه شارژ را کامل می‌کنید که از مقداری استفاده کرده باشید که برابر با ۱۰۰ درصد ظرفیت باتری شما باشد - اما نه لزوما همه از یک شارژ. به عنوان مثال، ممکن است یک روز از ۷۵ درصد ظرفیت باتری خود استفاده کنید، سپس آن را یک شبه به طور کامل شارژ کنید. اگر روز بعد از ۲۵٪ استفاده کنید، در مجموع ۱۰۰٪ دشارژ خواهید داشت و مجموع دو روز به یک چرخه شارژ می‌رسد.»